# Atriplex alaschanica
Atriplex alaschanica là loài thực vật có hoa thuộc họ Dền. Loài này được Y.Z.Zhao mô tả khoa học đầu tiên năm 1997.